# Sankt Gregor (Riedenburg)
Sankt Gregor ist einer von 44 amtlich benannten Ortsteilen der im Landkreis Kelheim gelegenen niederbayerischen Stadt Riedenburg.

## Geografie
Der Weiler befindet sich etwa viereinhalb Kilometer nordwestlich von Riedenburg und liegt auf einer Höhe von 515 m ü. NHN.

## Geschichte
Durch die zu Beginn des 19. Jahrhunderts im Königreich Bayern durchgeführten Verwaltungsreformen wurde die Ortschaft zum Bestandteil der eigenständigen Landgemeinde Meihern, zu der auch das Kirchdorf Deising das Dorf Flügelsberg, sowie die Einöde Martlhof gehörten. Im Zuge der in den 1970er Jahren durchgeführten kommunalen Gebietsreform in Bayern wurde am 1. April 1971 zunächst die Gemeinde Altmühlmünster (mit dem Weiler Laubfeld (Laubhof), sowie den drei Einöden Ambergerhof, Eggmühl und Mühlthal) in die Gemeinde Meihern aufgenommen, wobei Martlhof und Mühlthal später zu der damals noch selbstständigen Gemeinde Zell umgemeindet wurden. Am 1. Januar 1978 wurde Sankt Gregor zusammen mit der dann noch verbleibenden Gemeinde Meihern in die Stadt Riedenburg eingegliedert. Im Jahr 1961 zählte Sankt Gregor 25 Einwohner.

## Verkehr
Die Anbindung an das öffentliche Straßenverkehrsnetz wird durch eine Gemeindeverbindungsstraße hergestellt, die von der etwa einen Kilometer westlich verlaufenden Staatsstraße St 2230 her kommend ein Stück nördlich des Ortes vorbeiführt. Von dieser zweigt eine Stichstraße zu dem etwa 200 Meter südlich gelegenen Sankt Gregor ab. Eine Zufahrt auf die Bundesautobahn 9 ist an der etwa 16 Kilometer westsüdwestlich der Ortschaft gelegenen Anschlussstelle Denkendorf möglich.